# North Oaks (Minnesota)
Pour les articles homonymes, voir North Oaks.
North Oaks est une ville américaine située dans le Comté de Ramsey, dans le Minnesota. Selon le recensement de 2010, sa population est de 4 469 habitants.